# Doutrina Reagan
A Doutrina Reagan refere-se à orientação dada à política externa dos Estados Unidos, durante os dois períodos de governo  Ronald Reagan (1981-1989). Tratava-se de uma estratégia orquestrada e implementada pelos Estados Unidos para se contrapor à  influência global da União Soviética nos últimos anos da Guerra Fria. Mesmo depois que Reagan deixou a presidência dos EUA, a doutrina se  manteve como peça central da política exterior dos EUA,  até o final da Guerra Fria, em 1991.
Segundo a doutrina Reagan, os EUA ajudaram ostensiva e secretamente a guerrilheiros e movimentos armados visando "reverter" os governos da África, Ásia e América Latina apoiados pelos soviéticos. A doutrina foi concebida para servir ao duplo objetivo de diminuir a influência soviética nessas regiões e, ao mesmo tempo abrir a porta para o capitalismo (e  a democracia liberal, por vezes).  Porém, a  invasão de Granada, em 1983, liderada pelos Estados Unidos, foi o único caso (antes da Revoluções de 1989), de reversão completa, bem sucedida, de um Estado comunista instituído. Os Estados Unidos também ofereceram ajuda financeira e logística para insurreições da direita na Europa central e adotou uma linha cada vez mais dura contra os governos socialistas e comunistas no Afeganistão, Angola, Camboja e Nicarágua 
A Doutrina Reagan levou à prestação de assistência financeira e técnico-militar aos Contras na Nicarágua, aos mujahidin no Afeganistão (Operação Ciclone) e à UNITA, de Jonas Savimbi, em Angola, bem como a outros grupos rebeldes anticomunistas. Mas gerou controvérsias quanto à legalidade das ações desestabilizadoras contra governos reconhecidos internacionalmente, como  no caso Irã-Contras. 
Caracterizou-se por uma estratégia de "paz através da força", seguida de uma retomada das relações com a União Soviética, até o fim Guerra Fria, quando Mikhail Gorbachev subiu ao poder.